# Alexis Michalik

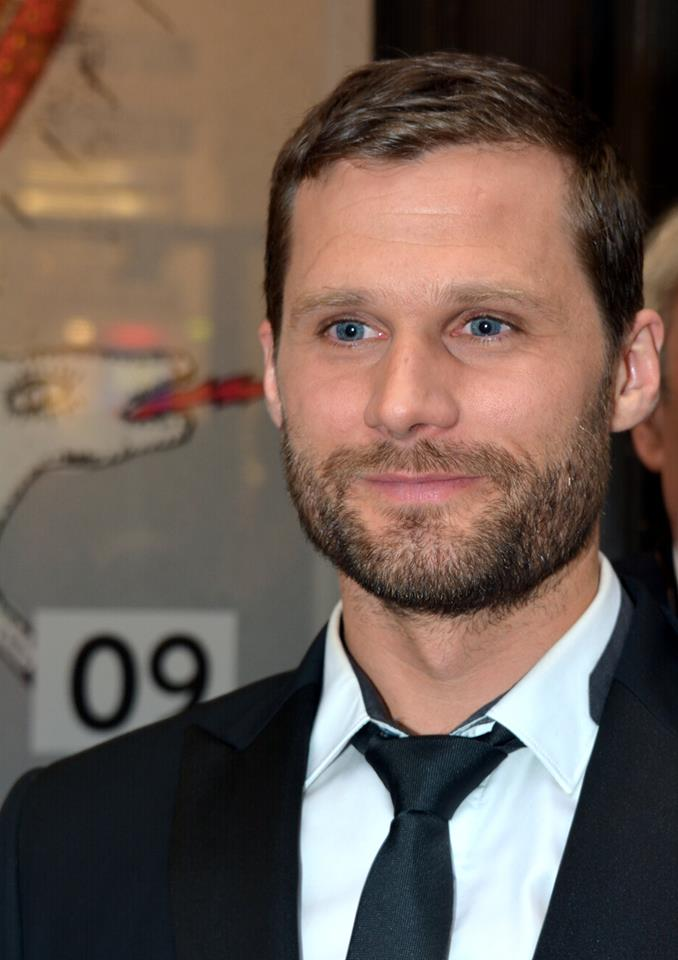
Alexis Michalik

Alexis Michalik (geboren am 13. Dezember 1982) ist ein französisch-britischer Schauspieler, Dramaturg, Regisseur, Drehbuchautor und Schriftsteller.

## Biografie
Alexis Michalik ist der Sohn eines französischen Malers polnischen Ursprungs und einer britischen Übersetzerin. Er wuchs im 18. Arrondissement von Paris im Viertel Abbesses auf, ging im Collège und Lycée Jules-Ferry zur Schule und bestand die Aufnahmeprüfung am Conservatoire national supérieur d’art dramatique.

## Regisseur und Autor
Im Jahr 2001 machte Alexis Michalik seine ersten Schritte auf der Bühne als Romeo in Juliette et Roméo unter der Regie von Irina Brook am Théâtre national de Chaillot.
2003 wurde er im Conservatoire national supérieur d’art dramatique (CNSAD) in Paris aufgenommen, nahm seinen Studienplatz jedoch nicht in Anspruch, um sich seiner ersten Theaterinszenierung, Une folle journée, eine freie Adaption von Télérama.fr von Pierre-Augustin Caron de Beaumarchais, zu widmen, die er 2005 beim Festival von Avignon am Théâtre des Corps Saints aufführte. Im Kontext dieser Inszenierung fand Michaliks neugegründete Truppe ihren Namen: Los Figaros. Alexis Michalik spielte die Rolle des Grafen Almaviva.
2006 inszenierte er La Mégère à peu près apprivoisée am Théâtre La Luna (Buffon), eine rasante Musical-Adaption von Shakespeares gleichnamigem Stück, in der er die Rolle des Petruchio spielte. Er begegnete Arthur Jugnot, der beschloss, die Inszenierung auf weiteren Bühnen zu produzieren: 2007 und 2008 in Avignon im Théâtre des Béliers, 2009 in Paris im Vingtième Théâtre und 2010 im Splendid, von wo aus sie schließlich auf dem Fernsehkanal Paris Première live übertragen wurde. Während dieser Live-Übertragung lernte er Dominique Besnehard, den Moderator der Sendung, kennen, der später seine beiden ersten Kurzfilme produzierte.
Im Jahr 2008 schrieb und inszenierte er R&J, eine Adaption für drei Schauspieler von Shakespeares Romeo und Julia, in der er unter anderem Romeo spielte. Das Stück wurde am Théâtre des Béliers in Avignon uraufgeführt und später im Ciné 13 Théâtre und im Studio des Champs-Élysées gespielt.
2010 adaptierte und inszenierte er für das Festival des Mises en Capsules im Ciné 13 Théâtre den zweiten Akt von Bizets Carmen unter dem Titel Carmen Rock & Soul Opera mit der Sängerin Julie Zenatti in der Titelrolle, dem Sänger Christophe Mali (Tryo) in der Rolle des Don José und etwa zwanzig weiteren Schauspielern, Sängern, Tänzern und Musikern.
Auf Einladung von Benjamin Bellecour, dem Co-Direktor des Ciné 13 Théâtre, schrieb und inszenierte Michalik sein erstes Stück, Le Porteur d’histoire, in Kurzform für das Festival Faits d'Hiver, bevor er es in seiner jetzigen Form im Juli 2011 am Théâtre des Béliers aufführte. Das Stück hielt im darauffolgenden Jahr in Avignon Einzug und wurde im September 2012 in Paris im Théâtre 13 Jardin aufgeführt, wo es einen enormen Erfolg bei Kritik und Publikum erlebte. Im Februar 2013 wurde es im Studio des Champs-Élysées wiederaufgenommen und kehrte Anfang 2017 an das Théâtre des Béliers parisiens zurück.
Im Januar 2014 kreierte er sein zweites Stück, Le Cercle des illusionnistes, am Théâtre de La Pépinière in Paris. Das Stück vermischt fiktive und biografische Elemente aus dem Leben des Illusionisten Jean Eugène Robert-Houdin und des Filmpioniers Georges Méliès. Es wurde dort monatelang aufgeführt und schließlich im September am Théâtre des Béliers parisiens wieder aufgenommen.
Le Porteur d’histoire und Le Cercle des illusionnistes wurden 2014 bei den französischen Theaterpreisen Molières in den Kategorien Bestes Theaterstück – Privattheater, Bester lebender französischsprachiger Autor und Beste Regie – Privattheater nominiert. Le Cercle des illusionnistes wurde außerdem für die Kategorien Beste Nachwuchsdarstellerin (Jeanne Arènes) und Beste visuelle Kreation (Marion Rebmann, Olivier Roset und Pascal Sautelet) nominiert. Alexis Michalik gewann zwei Molières: Bester Autor und Bester Regisseur. Jeanne Arènes wurde ebenfalls prämiert.
2016 inszenierte er am Théâtre du Palais-Royal sein Theaterstück Edmond, das die komplizierte Entstehungsgeschichte des Stücks Cyrano de Bergerac von Edmond Rostand thematisch aufgreift. Rostand wurde von dem Komiker Guillaume Sentou gespielt. Bei den Nominierungen für die Molières 2017 am 29. März wurde Edmond siebenmal erwähnt: Bestes Theaterstück – Privattheater, Bester Nebendarsteller, Bester Nachwuchsdarsteller, Bester lebender französischsprachiger Autor, Beste Regie – Privattheater, Beste visuelle Kreation.
2017 inszenierte er am Théâtre 13 sein Stück Intra Muros, dessen Topos ein Theaterkurs in einem Gefängnis ist, im Laufe dessen die verschiedenen Lebensgeschichten und Beziehungen der Figuren dargestellt werden. Die Darsteller waren Jeanne Arènes, Bernard Blancan, Alice de Lencquesaing, Paul Jeanson und Faycal Safi. Die Musik und Hintergrundmusik stammen von Raphaël Charpentier und wurden von dem Musiker selbst live aufgeführt.

## Schauspieler – Film und Fernsehen
Alexis Michalik erlebte seine Fernsehtaufe in der Serie Diane, femme flic auf dem TV-Kanal TF1 und stellte dort von 2002 bis 2004 den Polizisten Lieutenant Sam dar. Danach spielte er auf France 2 in zahlreichen Fernsehfilmen, Serien und Sagas, wie z. B. Agatha Christie: Einladung zum Mord und Terre de lumière.
Auf der Kinoleinwand erschien er u. a. in Diane Kurys’ Filmbiografie Bonjour Sagan, in L’Autre Dumas von Safy Nebbou, Vergissmichnicht von Yann Samuell, Eine Hochzeit und andere Hindernisse von Danièle Thompson, La Banda de Picasso von Fernando Colomo und in 24 jours, la vérité sur l’affaire Ilan Halimi von Alexandre Arcady.
Von 2012 bis 2017 spielte er in der Serie Kaboul Kitchen auf Canal+ die Rolle von Damien.
Im Jahr 2015 wurde er im englischsprachigen Casting der Serie Versailles aufgenommen (ebenfalls Canal+).

## Regisseur – Drehbuchautor
2013 drehte Alexis Michalik seinen ersten Kurzfilm: Au Sol, der auf einer wahren Geschichte basiert, die auf dem Blog Rue89 erzählt wurde. Der Film, der im September 2014 auf France 2 ausgestrahlt wurde, erschien in mehr als dreißig Filmfestival-Auswahlen und gewann fünfzehn Festival-Preise.
2014 drehte er für die Talents Cannes Adami seinen zweiten Kurzfilm, Pim-Poum le petit Panda, eine Musical-Komödie, die er zusammen mit Benjamin Bellecour schrieb.
2016 gewann er den Kurzfilmwettbewerb der Firmen Lexus und Weinstein Company und drehte seinen dritten Kurzfilm, Friday Night, der die Terroranschläge am 13. November 2015 in Paris zum Thema hat.
Im Januar 2019 erschien sein erster Spielfilm im Kino: Vorhang auf für Cyrano, eine Verfilmung seines Theaterstücks Edmond.

## Schriftsteller
Zu Beginn der Literatursaison 2019 veröffentlichte Alexis Michalik seinen ersten Roman, Loin, herausgegeben von Albin Michel, eine Art Roadmovie-Roman, in dem die Hauptfiguren auf der Suche nach ihren Ursprüngen über Berlin Richtung Osteuropa aufbrechen, um schließlich über verwunderliche Umwege in Indien zu landen. Der Roman stand 2019 auf der Auswahlliste für den Prix Renaudot des lycéens.

## Theater

### Adaptionen und Inszenierungen
- 2009: La Mégère à peu près apprivoisée nach Shakespeare, Vingtième Théâtre.
- 2010: R & J (Romeo und Julia) nach Shakespeare, Studio des Champs-Elysées.
- 2021: The Producers nach Mel Brooks, Théâtre de Paris.

### Autor und Regisseur
- 2013: The Story Bearer, Studio des Champs-Elysées.
- 2014: Le Cercle des illusionnistes, La Pépinière-Théâtre.
- 2016: Edmond, Théâtre du Palais-Royal.
- 2017: Intra Muros, Théâtre 13.
- 2020: Une histoire d'amour; bei der Premiere im Januar 2020 an der Scala erscheint Alexis Michalik auch als Schauspieler.

## Filmografie

### Kino
- 2002: La Bande du drugstore
- 2003: Far West
- 2004: Big Kiss
- 2006: Monsieur Sorlin architecte
- 2008: Bonjour Sagan (Sagan) – Regie: Diane Kurys
- 2009: En Colo (Kurzfilm)
- 2010: L'autre Dumas – Regie: Safy Nebbou
- 2010: Vergissmichnicht (L'Âge de raison) – Regie: Yann Samuell
- 2011: La Fin du silence – Regie: Roland Edzard
- 2013: Eine Hochzeit und andere Hindernisse (Des gens qui s'embrassent) – Regie: Danièle Thompson
- 2014: 24 jours, la vérité sur l'affaire Ilan Halimi – Regie: Alexandre Arcady
- 2016: Tout pour être heureux – Régie: Cyril Gelblat
- 2016: Toril – Regie: Laurent Teyssier
- 2016: Au sol, Kurzfilm – Regie: Alexis Michalik
- 2016: Arès – Der letzte seiner Art (Arès) – Regie: Jean-Patrick Benes
- 2017: Der Meisterdieb und seine Schätze (Mes trésors) – Regie: Pascal Bourdiaux
- 2018: Van Gogh – An der Schwelle zur Ewigkeit (At Eternity's Gate) – Regie: Julian Schnabel
- 2018: Kitzelspiele (Les Chatouilles) – Regie: Andréa Bescond und Éric Métayer
- 2019: Vorhang auf für Cyrano (Edmond) – Regie: Alexis Michalik
- 2019: The Wolf’s Call – Entscheidung in der Tiefe (Le Chant du loup) – Regie: Antonin Baudry
- 2020: Zehn Tage ohne Mama (10 jours sans maman) – Regie: Ludovic Bernard
- 2020: Eine Meerjungfrau in Paris (Une sirène à Paris) – Regie: Mathias Malzieu
- 2020: Tolo Tolo – Regie: Checco Zalone
- 2023: Die drei Musketiere – D’Artagnan (Les Trois Mousquetaires) – Regie: Martin Bourboulon

### Fernsehen
- 2001: Julie Lescaut, Episode 6, Staffel 10, Récidive – Regie: Vincent Monnet
- 2003–2005: Diane, femme flic (Serie)
- 2004: Femmes de loi (Serie)
- 2004: Liebeslocken (Haute coiffure)
- 2005: Les Amants de la dent blanche
- 2005: Emergency Room – Die Notaufnahme (ER) (Serie, Episode 21, Staffel 11)
- 2006: Inconnue de la départementale
- 2006: Agatha Christie: Einladung zum Mord (Petits meurtres en famille) (TV-Mini-Serie)
- 2006: L'ex de ma fille
- 2007: Monsieur Max
- 2007: Sauveur Giordano (Serie)
- 2008: Nicolas Le Floch (Serie, 1 Folge)
- 2008: Terre de Lumière (Mini-Serie)
- 2008: Un crime très populaire
- 2012: Kaboul Kitchen (Serie) – Regie: Allan Mauduit und Jean-Patrick Benes
- 2013: Agatha Christie: Mörderische Spiele (Les Petits Meurtres d'Agatha Christie, Episode Meurtre au champagne)
- 2014: La Trouvaille de Juliette – Regie: Jérôme Navarro
- 2014: Wohin ich gehe… (Danbé, la tête haute) – Regie: Bourlem Guerdjou
- 2015: Versailles (Serie) – Regie: Jalil Lespert
- 2016: Kaboul Kitchen (Serie, Staffel 3) – Regie: Guillaume Nicloux und Virginie Sauveur
- 2021: Mention particulière : Bienvenue dans l'âge adulte – Regie: Cyril Gelblat

### Verfilmungen
- Edmond, Drehbuch und Zeichnung von Léonard Chemineau, basierend auf dem gleichnamigen Theaterstück von Alexis Michalik, Rue de Sèvres (Verlag), 2018, ISBN 978-2-369-81529-7.

## Auszeichnungen
- 2014: Molière Bester lebender französischsprachiger Autor für Le Porteur d'histoire und Le Cercle des illusionnistes
- 2014: Molière Beste Regie – Privattheater für Le Porteur d'histoire und Le Cercle des illusionnistes
- 2014: Prix du jeune théâtre Béatrix Dussane-André Roussin der Académie française für Le Porteur d'histoire und Le Cercle des illusionnistes
- 2016: Internationales Filmfestival Saint-Jean-de-Luz: Publikumspreis für Au sol
- 2017: für Edmond (Molière Bester lebender französischsprachiger Autor, Molière Beste Regie – Privattheater)
- 2020: Molière Beste Regie – Privattheater für Une histoire d'amour